# Gabriel Marie
Pour les articles homonymes, voir Marie.
Jean Gabriel Prosper Marie ou Gabriel-Marie est un compositeur, critique musical et chef d'orchestre de la période romantique né à Paris le 8 janvier 1852 et mort à Puigcerdà le 29 août 1928.

## Biographie
Gabriel Marie naît le 8 janvier 1852 à Paris où il étudie au Conservatoire de musique et de déclamation et occupe une place importante dans la vie musicale parisienne de la fin du XIXe siècle. Il est timbalier puis chef de chœur de 1881 à 1887 des Concerts Lamoureux notamment lors de la création à Paris de Lohengrin de Richard Wagner en 1887. Il dirige l'orchestre de la Société nationale de musique de 1887 à 1894, notamment, en 1890, pour la création de Shylock de Gabriel Fauré et, en 1893, lors de la création de La Damoiselle élue de Claude Debussy et de la première en France du Poème de l'amour et de la mer d'Ernest Chausson puis conduit entre autres l'orchestre de la société Sainte-Cécile de Bordeaux et l'orchestre du Casino de Vichy. Il s'installe à Marseille en 1902 et dirige l'orchestre des Concerts classiques de la cité phocéenne où il se fâche avec une partie de la critique, notamment lors d'une représentation de Parsifal en 1912, succédant à Paul Viardot. 
Il est élu, le 5 mai 1927 au fauteuil n° 38 de l'académie des sciences, lettres et arts de Marseille, succédant à l'organiste Jean de Queylar et précédant l'artiste lyrique Jacques Isnardon qui prononce son éloge. Il meurt subitement lors d'un voyage dans les Pyrénées le 29 août 1928 à Puigcerdà en Espagne. Il est le père du compositeur Jean Gabriel Marie (en) (1907–1970), auteur de la musique de scène pour Mirèio, le poème provençal de Frédéric Mistral.

## Œuvre
Critique musical, Gabriel Marie est également un compositeur renommé pour sa musique légère comme celle notamment de La Cinquantaine (en) (1887) pour violoncelle et piano, pour octuor et dans différents autres arrangements. Il est l'auteur de nombreuses pièces de musique de danse comme la valse Sous les sapins (1884), la très originale polka Frais minois ou Sérénade Badine qui connut une certaine popularité grâce à ses nombreux arrangements, notamment pour saxophone et piano et pour violoncelle et piano. Il compose également des œuvres de musique de chambre et pour orchestre. Il dirige lui-même lors de la création, le 4 juillet 1909 au théâtre d'Athéna-Niké de Marseille, la musique de scène qu'il a composée pour Kleïs, drame en vers d'Émile Sicard, acclamé par le public et la critique,.
- Adagio pour violon et piano
- Cassandre, bouffonnerie
- Chanson Capricieuse pour différents instruments : violoncelle ou violon et piano ; violoncelle et orchestre
- Chant Pastoral pour hautbois piano et orchestre
- En rêve, esquisse symphonique pour orchestra ou piano solo
- Frais minois, polka
- Furtivement, impression musicale
- Impressions - six morceaux pour violon et piano (1894, Schott Frères, Bruxelles)

1. Simplicité
2. Insouciance
3. Quiétude
4. Souvenir
5. Mélancolie
6. Allègresse

- Impromptu-valse pour piano
- Intermezzo pour différentes instrumentations : violoncelle ou violon et piano ; violoncelle et orchestre ; piano solo
- La Soixantaine, chers souvenirs
- 4 morceaux pour violoncelle et piano

1. Dans le calme du soir, mélodie
2. Fleur nouvelle, romance
3. Radotages
4. Douce Rencontre

- Pasquinade pour différentes instrumentations : violoncelle (ou violon, ou alto, ou mandoline, ou flûte, ou hautbois, ou clarinette, ou saxophone alto) et piano ; violoncelle et orchestre ; piano solo ; piano à quatre mains)
- 2 Pieces pour violoncelle et piano

1. Lamento (1887) pour différentes  instrumentations : violoncelle (ou violon, ou alto, ou flûte, ou clarinette) et piano
2. La Cinquantaine, air dans le style ancien (1887) pour différentes instrumentations :violoncelle (ou violon, ou alto, ou mandoline, ou flûte, ou hautbois, ou clarinette, ou saxophone alto) et piano ; violoncelle et quintette à vent ; piano solo ; piano à quatre mains ; orgue ; harmonium ; orchestre ; fanfare ; voix et piano ; 2 voix et piano)

- 3 Pieces pour violoncelle et piano

1. Romance (également pour violon et piano)
2. Sérénade badine (également pour violon, alto, mandoline, flûte, hautbois ou clarinette et piano)
3. Tzigane, mazurka  (également pour violon et piano, violoncelle et orchestre, piano solo, piano à quatre mains)

- Près du Gourbi, fantaisie arabe
- Renouveau pour piano
- Rêverie pour différentes instrumentations : violoncelle (ou violon, ou alto, ou mandoline, ou flûte, ou hautbois, ou clarinette, ou saxophone alto) et piano ; violoncelle et orchestre ; piano solo ; piano à quatre mains)
- Songe d'enfant pour orchestra ou piano solo
- Sous les sapins (1884)
- Sur la route, marche bohême
- Vieille histoire pour différentes instrumentations : violoncelle ou violon et piano ; violoncelle et orchestre ; orchestre de chambre ; piano solo ; piano à quatre mains